# 法塔赫360战术弹道导弹
法塔赫360（波斯语： فتح-۳۶۰ ，英语：Fath 360）简称法塔赫导弹征服者导弹，是一种伊朗开发的短程弹道导弹，主要用于战术行动和对200公里以内目标的精确攻击。

## 历史

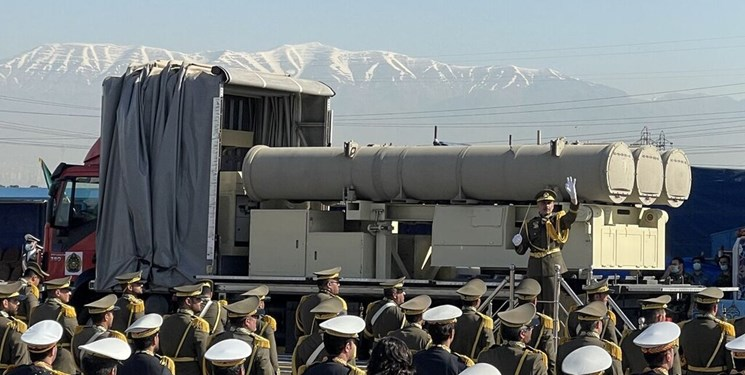
2022年伊朗陆军展示法塔赫360导弹

法塔赫360于2020年8月21日在军事展览会上首次亮相。法塔赫360导弹在研发过程中被称为BM-120，直到2021年底才被彻底公开。

## 设计
由伊朗航空工业组织 (AIO）制造。作为伊朗法塔赫短程弹道导弹家族的一员，它的尺寸几乎是法塔赫110的一半，但尾翼配置相同。尾翼末端靠近排气口处有四个尾翼，上方还有四个三角形尾翼，导弹前方靠近鼻锥处有四个小尾翼。每枚导弹的射程为30至120公里（19至75英里），可携带150公斤（330磅）弹头，发射速度为3马赫（1020米/秒）。然后它们连接到卫星上进行快速制导，以4马赫（1361米/秒）的速度击中目标 。
据信，法塔赫360是法塔赫系列短程弹道导弹的缩短版。由于重量轻、体积小，可以将多枚该型导弹装载在卡车发射装置上。此外，法塔赫360发射器可以伪装成标准的民用卡车。

## 使用和扩散
2024年8月9日，路透社消息，两名欧洲情报消息人士向路透社透露，数十名俄罗斯军事人员正在伊朗接受使用法塔赫360近程弹道导弹系统的训练，他们还补充说，他们预计伊朗将向俄罗斯交付数百枚卫星制导武器，用于其在乌克兰的战争。